# Post Tower
Post Tower – wieżowiec w Bonn, w Niemczech, o wysokości 162,5 m. Budynek został otwarty w 2002 i posiada 41 kondygnacji.